# Fußball-Club St. Pauli von 1910 1986-1987
Questa voce raccoglie le informazioni riguardanti il Fußball-Club St. Pauli von 1910 nelle competizioni ufficiali della stagione 1986-1987.

## Stagione
Nella stagione 1986-1987 il St. Pauli, allenato da Willi Reimann, concluse il campionato di 2. Bundesliga al 3º posto. In Coppa di Germania il St. Pauli fu eliminato agli ottavi di finale dall'Amburgo.

## Rosa
| N. |                     | Ruolo | Calciatore            |
| -- | ------------------- | ----- | --------------------- |
| 1  | Germania (bandiera) | P     | Klaus Thomforde       |
| 3  | Germania (bandiera) | C     | Jürgen Gronau         |
|    | Germania (bandiera) | P     | Volker Ippig          |
|    | Germania (bandiera) | D     | Dietmar Demuth        |
|    | Germania (bandiera) | D     | Jens Duve             |
|    | Germania (bandiera) | D     | Reinhard Kock         |
|    | Germania (bandiera) | D     | Ronald Lotz           |
|    | Germania (bandiera) | D     | Jürgen Roloff         |
|    | Germania (bandiera) | D     | André Trulsen         |
|    | Germania (bandiera) | C     | Hans-Jürgen Bargfrede |

| N. |                     | Ruolo | Calciatore     |
| -- | ------------------- | ----- | -------------- |
|    | Germania (bandiera) | C     | Jens Beermann  |
|    | Germania (bandiera) | C     | Michael Dahms  |
|    | Germania (bandiera) | C     | Reenald Koch   |
|    | Germania (bandiera) | C     | Thorsten Koy   |
|    | Germania (bandiera) | C     | Stefan Studer  |
|    | Germania (bandiera) | C     | Dirk Zander    |
|    | Germania (bandiera) | A     | Franz Gerber   |
|    | Germania (bandiera) | A     | André Golke    |
|    | Germania (bandiera) | A     | Fred Klaus     |
|    | Germania (bandiera) | A     | Rüdiger Wenzel |

## Organigramma societario
Area tecnica
- Allenatore: Willi Reimann
- Allenatore in seconda: Helmut Schulte
- Preparatore dei portieri:
- Preparatori atletici: Ronald Wollmann

## Calciomercato

### Sessione estiva
| Acquisti | Acquisti      | Acquisti           | Acquisti |
| R.       | Nome          | da                 | Modalità |
| -------- | ------------- | ------------------ | -------- |
| D        | Jens Duve     | Amburgo            |          |
| A        | Franz Gerber  | Hannover 96        |          |
| A        | Fred Klaus    | Norimberga         |          |
| C        | Stefan Studer | Hummelsbütteler SV |          |

| Cessioni | Cessioni    | Cessioni | Cessioni |
| R.       | Nome        | a        | Modalità |
| -------- | ----------- | -------- | -------- |
| D        | Thomas Hinz | Amburgo  |          |

### Sessione invernale
| Acquisti | Acquisti | Acquisti | Acquisti |
| R.       | Nome     | da       | Modalità |
| -------- | -------- | -------- | -------- |

| Cessioni | Cessioni | Cessioni | Cessioni |
| R.       | Nome     | a        | Modalità |
| -------- | -------- | -------- | -------- |

## Risultati

### 2. Bundesliga

#### Girone di andata
| Arbitro: | Gabor |

|                                          |           |                                 |
| Bargfrede 37’ Studer 45’ Wenzel 58’, 88’ | Marcatori | 18’ Hönnscheidt 56’ Hintermaier |

| Arbitro: | Brückner |

|                |           |  |
| Löw 78’ (rig.) | Marcatori |  |

| Arbitro: | Gochermann |

|                                    |           |  |
| Bargfrede 63’ Golke 72’ Zander 88’ | Marcatori |  |

| Arbitro: | Kruse |

|            |           |               |
| Haucke 39’ | Marcatori | 83’ Bargfrede |

| Arbitro: | Matheis |

|  |           |          |
|  | Marcatori | 73’ Linz |

| Arbitro: | Puchalski |

|                     |           |            |
| Gerstner 36’ (rig.) | Marcatori | 90’ Zander |

| Amburgo 6 settembre 1986, ore 15:00 CEST 7ª giornata | St. Pauli | 0 – 0 referto | Kickers Stoccarda | Wilhelm-Koch-Stadion (6 400 spett.)\| Arbitro: \| Krug \| |
| Arbitro:                                             | Krug      |               |                   |                                                           |

| Arbitro: | Correll |

|           |           |                      |
| Dittus 7’ | Marcatori | 24’ Gerber 61’ Golke |

| Arbitro: | Kasper |

|                                      |           |               |
| Zander 44’, 59’ Gerber 51’, 74’, 90’ | Marcatori | 8’ Baranowski |

| Arbitro: | Gangkofer |

|                                       |           |                      |
| Künast 17’, 52’ Labbadia 67’ Kuhl 70’ | Marcatori | 27’ Dahms 86’ Gerber |

| Amburgo 4 ottobre 1986, ore 15:00 CET 11ª giornata | St. Pauli   | 0 – 0 referto | Ulma | Wilhelm-Koch-Stadion (5 600 spett.)\| Arbitro: \| Assenmacher \| |
| Arbitro:                                           | Assenmacher |               |      |                                                                  |

| Arbitro: | Schäfer |

|                                                   |           |  |
| Stichler 46’ Dezelak 59’ Heitkamp 87’ Pröpper 89’ | Marcatori |  |

| Arbitro: | Kriegelstein |

|                                                       |           |                              |
| Beermann 3’ Bargfrede 43’ Zander 52’ (rig.) Golke 77’ | Marcatori | 49’ Freudenstein 79’ Rombach |

| Arbitro: | Birlenbach |

|                                  |           |                                |
| Ronge 6’ Jurgeleit 47’ Hotić 86’ | Marcatori | 63’ (aut.) Diekmann 90’ Gerber |

| Arbitro: | Heitmann |

|                          |           |                          |
| Kock 12’ Zander 22’, 80’ | Marcatori | 23’, 88’ Schatzschneider |

| Arbitro: | Neuner |

|                                |           |            |
| Reich 6’, 16’, 42’, 66’ (rig.) | Marcatori | 77’ Studer |

| Arbitro: | Berg |

|  |           |            |
|  | Marcatori | 26’ Gerber |

| Arbitro: | Harder |

|               |           |  |
| Golke 7’, 85’ | Marcatori |  |

| Arbitro: | Wittke |

|                |           |                      |
| Buchheister 5’ | Marcatori | 9’ Gerber 57’ Zander |

#### Girone di ritorno
| Saarbrücken 13 dicembre 1986, ore 15:00 CET 20ª giornata | Saarbrücken | 0 – 0 referto | St. Pauli | Ludwigsparkstadion (2 000 spett.)\| Arbitro: \| Weber \| |
| Arbitro:                                                 | Weber       |               |           |                                                          |

| Arbitro: | Pauly |

|                |           |          |
| Gerber 1’, 44’ | Marcatori | 65’ Sané |

| Arbitro: | Bauer |

|                |           |                      |
| Rolshausen 60’ | Marcatori | 25’ Wenzel 55’ Klaus |

| Amburgo 28 febbraio 1987, ore 15:00 CET 23ª giornata | St. Pauli | 0 – 0 referto | Alemannia Aquisgrana | Wilhelm-Koch-Stadion (7 000 spett.)\| Arbitro: \| Correll \| |
| Arbitro:                                             | Correll   |               |                      |                                                              |

| Arbitro: | Müller |

|            |           |                               |
| Eymold 75’ | Marcatori | 55’, 88’ Bargfrede 68’ Gerber |

| Arbitro: | Wittke |

|                        |           |  |
| Beermann 2’ Gerber 90’ | Marcatori |  |

| Arbitro: | Kautschor |

|                   |           |                      |
| Schlotterbeck 32’ | Marcatori | 49’ Golke 71’ Wenzel |

| Arbitro: | Puchalski |

|                       |           |                         |
| Gerber 47’ Wenzel 52’ | Marcatori | 12’ Schäfer 24’ Nitsche |

| Arbitro: | Rubel |

|  |           |          |
|  | Marcatori | 9’ Golke |

| Arbitro: | Broska |

|                                |           |  |
| Golke 45’ Klaus 61’ Gerber 89’ | Marcatori |  |

| Arbitro: | Fux |

|           |           |  |
| Spies 68’ | Marcatori |  |

| Arbitro: | Kröger |

|           |           |                     |
| Klaus 77’ | Marcatori | 57’ (rig.) Stichler |

| Arbitro: | Bodmer |

|                  |           |                           |
| Freudenstein 34’ | Marcatori | 48’ Demuth 51’, 89’ Klaus |

| Arbitro: | Osmers |

|           |           |  |
| Golke 73’ | Marcatori |  |

| Arbitro: | Merk |

|                    |           |                      |
| Helmes 7’ Gede 56’ | Marcatori | 14’ Klaus 69’ Gerber |

| Arbitro: | Tritschler |

|                                  |           |                                                |
| Wenzel 13’ Zander 80’ Demuth 88’ | Marcatori | 17’ (aut.) Trulsen 34’, 67’ Reich 52’ Hartmann |

| Arbitro: | Strigel |

|            |           |            |
| Wenzel 13’ | Marcatori | 26’ Kügler |

| Arbitro: | Krug |

|                 |           |          |
| Duve 59’ (aut.) | Marcatori | 9’ Klaus |

| Arbitro: | Schmidhuber |

|           |           |  |
| Dahms 54’ | Marcatori |  |

### Coppa di Germania
| Arbitro: | Wittke |

|             |           |                      |
| Leifeld 70’ | Marcatori | 43’ Golke 73’ Wenzel |

| Arbitro: | Müller |

|  |           |                                   |
|  | Marcatori | 19’ Golke 33’ Wenzel 77’ Beermann |

| Arbitro: | Wiesel |

|                                                       |           |  |
| Jusufi 2’ Schmöller 34’, 72’ von Heesen 45’, 58’, 90’ | Marcatori |  |

## Statistiche

### Statistiche di squadra
| Competizione      | Punti | In casa | In casa | In casa | In casa | In casa | In casa | In trasferta | In trasferta | In trasferta | In trasferta | In trasferta | In trasferta | Totale | Totale | Totale | Totale | Totale | Totale | DR  |
| Competizione      | Punti | G       | V       | N       | P       | Gf      | Gs      | G            | V            | N            | P            | Gf           | Gs           | G      | V      | N      | P      | Gf     | Gs     | DR  |
| ----------------- | ----- | ------- | ------- | ------- | ------- | ------- | ------- | ------------ | ------------ | ------------ | ------------ | ------------ | ------------ | ------ | ------ | ------ | ------ | ------ | ------ | --- |
| 2. Bundesliga     | 49    | 19      | 11      | 6       | 2       | 37      | 17      | 19           | 8            | 5            | 6            | 26           | 28           | 38     | 19     | 11     | 8      | 63     | 45     | +18 |
| Coppa di Germania | -     | 0       | 0       | 0       | 0       | 0       | 0       | 3            | 2            | 0            | 1            | 5            | 7            | 3      | 2      | 0      | 1      | 5      | 7      | -2  |
| Totale            | 49    | 19      | 11      | 6       | 2       | 37      | 17      | 22           | 10           | 5            | 7            | 31           | 35           | 41     | 21     | 11     | 9      | 68     | 52     | +16 |

### Andamento in campionato
| Giornata  | 1 | 2 | 3 | 4 | 5 | 6 | 7 | 8 | 9 | 10 | 11 | 12 | 13 | 14 | 15 | 16 | 17 | 18 | 19 | 20 | 21 | 22 | 23 | 24 | 25 | 26 | 27 | 28 | 29 | 30 | 31 | 32 | 33 | 34 | 35 | 36 | 37 | 38 |
| --------- | - | - | - | - | - | - | - | - | - | -- | -- | -- | -- | -- | -- | -- | -- | -- | -- | -- | -- | -- | -- | -- | -- | -- | -- | -- | -- | -- | -- | -- | -- | -- | -- | -- | -- | -- |
| Luogo     | C | T | C | T | C | T | C | T | C | T  | C  | T  | C  | T  | C  | T  | T  | C  | T  | T  | C  | T  | C  | T  | C  | T  | C  | T  | C  | T  | C  | T  | C  | T  | C  | C  | T  | C  |
| Risultato | V | P | V | N | P | N | N | V | V | P  | N  | P  | V  | P  | V  | P  | V  | V  | V  | N  | V  | V  | N  | V  | V  | V  | N  | V  | V  | P  | N  | V  | V  | N  | P  | N  | N  | V  |
| Posizione | 2 | 7 | 4 | 4 | 9 | 8 | 9 | 5 | 4 | 7  | 7  | 11 | 8  | 11 | 8  | 11 | 7  | 6  | 5  | 5  | 5  | 5  | 5  | 5  | 4  | 3  | 3  | 2  | 2  | 3  | 3  | 3  | 3  | 3  | 3  | 3  | 3  | 3  |

Legenda:

Luogo: C = Casa; T = Trasferta. Risultato: V = Vittoria; N = Pareggio; P = Sconfitta.

### Statistiche dei giocatori
| Giocatore    | 2. Bundesliga | 2. Bundesliga | 2. Bundesliga | 2. Bundesliga | Relegation Bundesliga | Relegation Bundesliga | Relegation Bundesliga | Relegation Bundesliga | Coppa di Germania | Coppa di Germania | Coppa di Germania | Coppa di Germania | Totale   | Totale | Totale      | Totale     |
| Giocatore    | Presenze      | Reti          | Ammonizioni   | Espulsioni    | Presenze              | Reti                  | Ammonizioni           | Espulsioni            | Presenze          | Reti              | Ammonizioni       | Espulsioni        | Presenze | Reti   | Ammonizioni | Espulsioni |
| ------------ | ------------- | ------------- | ------------- | ------------- | --------------------- | --------------------- | --------------------- | --------------------- | ----------------- | ----------------- | ----------------- | ----------------- | -------- | ------ | ----------- | ---------- |
| H. Bargfrede | 30            | 6             | 5             | 0             | 2                     | 0                     | 0                     | 0                     | 3                 | 0                 | 1                 | 0                 | 35       | 6      | 6           | 0          |
| J. Beermann  | 30            | 2             | 4             | 0             | 2                     | 0                     | 1                     | 0                     | 3                 | 1                 | 0                 | 0                 | 35       | 3      | 5           | 0          |
| M. Dahms     | 34            | 2             | 4             | 0             | 2                     | 0                     | 0                     | 0                     | 3                 | 0                 | 0                 | 0                 | 39       | 2      | 4           | 0          |
| D. Demuth    | 36            | 2             | 9             | 0             | 2                     | 0                     | 1                     | 0                     | 3                 | 0                 | 2                 | 0                 | 41       | 2      | 12          | 0          |
| J. Duve      | 20            | 0             | 4             | 0             | 2                     | 0                     | 0                     | 0                     | 0                 | 0                 | 0                 | 0                 | 22       | 0      | 4           | 0          |
| F. Gerber    | 34            | 15            | 1             | 0             | 2                     | 0                     | 0                     | 0                     | 3                 | 0                 | 0                 | 0                 | 39       | 15     | 1           | 0          |
| A. Golke     | 38            | 9             | 3             | 0             | 2                     | 0                     | 0                     | 0                     | 3                 | 2                 | 0                 | 0                 | 43       | 11     | 3           | 0          |
| J. Gronau    | 23            | 0             | 2             | 3             | 2                     | 1                     | 0                     | 0                     | 2                 | 0                 | 0                 | 0                 | 27       | 1      | 2           | 3          |
| V. Ippig     | 11            | 0             | 0             | 0             | 0                     | 0                     | 0                     | 0                     | 3                 | 0                 | 0                 | 0                 | 14       | 0      | 0           | 0          |
| F. Klaus     | 21            | 7             | 2             | 0             | 2                     | 1                     | 0                     | 0                     | 1                 | 0                 | 0                 | 0                 | 24       | 8      | 2           | 0          |
| R. Koch      | 9             | 0             | 3             | 0             | 0                     | 0                     | 0                     | 0                     | 1                 | 0                 | 0                 | 0                 | 10       | 0      | 3           | 0          |
| R. Kock      | 21            | 1             | 3             | 0             | 0                     | 0                     | 0                     | 0                     | 3                 | 0                 | 0                 | 0                 | 24       | 1      | 3           | 0          |
| T. Koy       | 18            | 0             | 0             | 0             | 0                     | 0                     | 0                     | 0                     | 1                 | 0                 | 0                 | 0                 | 19       | 0      | 0           | 0          |
| R. Lotz      | 1             | 0             | 0             | 0             | 0                     | 0                     | 0                     | 0                     | 0                 | 0                 | 0                 | 0                 | 1        | 0      | 0           | 0          |
| J. Roloff    | 4             | 0             | 0             | 0             | 0                     | 0                     | 0                     | 0                     | 0                 | 0                 | 0                 | 0                 | 4        | 0      | 0           | 0          |
| S. Studer    | 36            | 2             | 7             | 0             | 2                     | 1                     | 0                     | 0                     | 3                 | 0                 | 1                 | 0                 | 41       | 3      | 8           | 0          |
| K. Thomforde | 27            | 0             | 1             | 0             | 2                     | 0                     | 0                     | 0                     | 0                 | 0                 | 0                 | 0                 | 29       | 0      | 1           | 0          |
| A. Trulsen   | 28            | 0             | 5             | 0             | 2                     | 0                     | 1                     | 0                     | 1                 | 0                 | 0                 | 0                 | 31       | 0      | 6           | 0          |
| R. Wenzel    | 32            | 7             | 6             | 2             | 0                     | 0                     | 0                     | 0                     | 3                 | 2                 | 0                 | 0                 | 35       | 9      | 6           | 2          |
| D. Zander    | 32            | 9             | 5             | 0             | 2                     | 0                     | 0                     | 0                     | 3                 | 0                 | 1                 | 0                 | 37       | 9      | 6           | 0          |